# Division de grenadiers d'Oudinot
 (décembre 2015).
Si vous disposez d'ouvrages ou d'articles de référence ou si vous connaissez des sites web de qualité traitant du thème abordé ici, merci de compléter l'article en donnant les références utiles à sa vérifiabilité et en les liant à la section « Notes et références ».

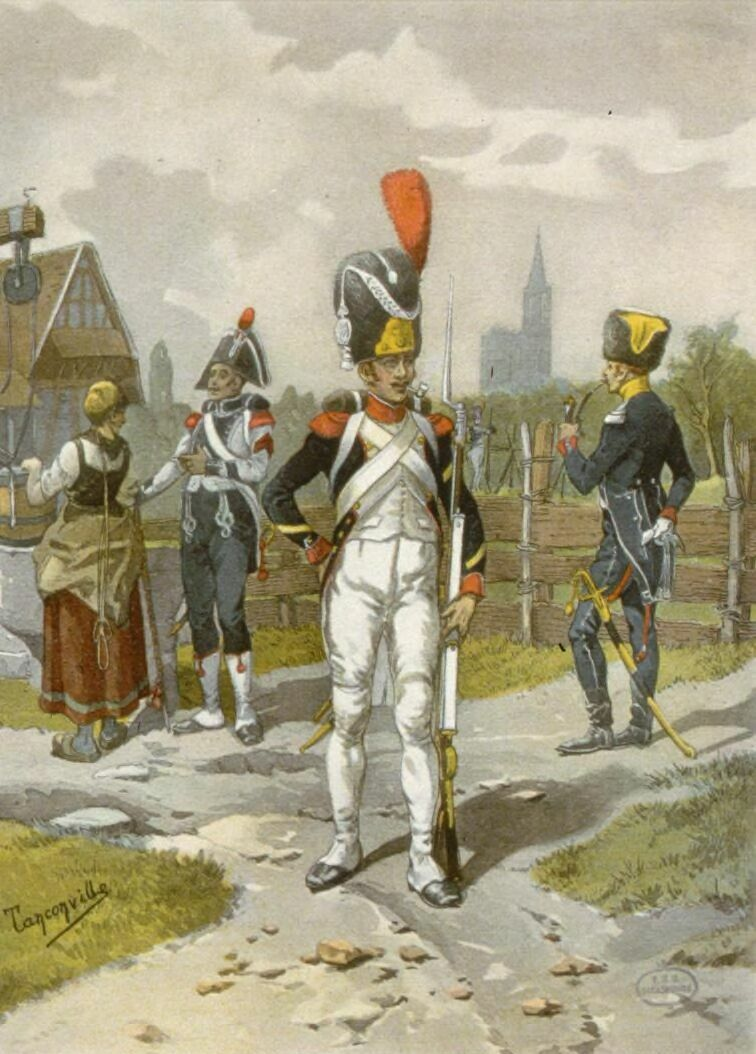
Soldats de la division Oudinot en 1807 : un tambour-major, un sous-officiers des grenadiers du d'infanterie de ligne (en tenue de parade) et un officier des voltigeurs du d'infanterie légère (en tenue de campagne). Dessin de 1911 par Henry Ganier-Tanconville.

La Division de grenadiers d'Oudinot est une unité militaire française du Premier Empire.

## Historique

### Contexte
Pendant la Révolution française et le Premier Empire, les grenadiers formaient des compagnies d'élite au sein des régiments d'infanterie de ligne, à raison d'une par bataillon. La mutation dans une compagnie de grenadier était une récompense et la solde et l'équipement y était supérieurs, les grenadiers continuant à porter des sabres, alors que les fusiliers devaient se contenter de la baïonnette.

### Formation
De grandes unités d'élite, furent aussi formées comme la division de grenadiers d'Oudinot, surnommée la colonne infernale, par l'amalgame de compagnies de plusieurs régiments, et les régiments de grenadiers de la Garde impériale, par sélection des meilleurs soldats des régiments.
Dénommée en fait Division des grenadiers réunis, elle a été constituée au camp de Boulogne, en vue de constituer une troupe d'élite dans la perspective du débarquement en Angleterre.

### Batailles
Lors du départ de la Grande Armée en 1805 vers l'est, la division des grenadiers réunis, formée du regroupement de compagnies de grenadiers des régiments d'infanterie de ligne et des carabiniers de régiments d'infanterie légère, a été conservée comme telle.
Elle a ainsi combattu, formée en "régiments provisoires" jusqu'en 1807 (elle était présente à Friedland).
Elle fut dissoute après les Traités de Tilsit, et les unités renvoyées dans leurs régiments respectifs.